# Teoyaomicqui
Teoyaomqui (of Huahuantli) was in de Azteekse mythologie de god van doden verdwaalde zielen, met name voor zielen die in een gevecht waren omgekomen. Hij is een Zonnegod en de god van het "Zesde uur van de Dag".